# Strzelectwo na Letnich Igrzyskach Olimpijskich 1920 – pistolet dowolny, 50 m
Strzelanie z pistoletu dowolnego z 50 m indywidualnie było jedną z konkurencji strzeleckich na Letnich Igrzyskach Olimpijskich 1920. Zawody odbyły się w dniu 2 sierpnia. W zawodach uczestniczyło prawdopodobnie 36 zawodników z co najmniej 9 państw.

## Wyniki
Każdy zawodnik oddał po 60 strzałów. Maksymalna liczba punktów do zdobycia wynosiła 600.
| Miejsce | Zawodnik               | Wynik |
| ------- | ---------------------- | ----- |
| 1       | Karl Frederick         | 496   |
| 2       | Afrânio da Costa       | 489   |
| 3       | Alfred Lane            | 481   |
| 4       | Laurits Larsen         | 475   |
| 5       | Niels Larsen           | 470   |
| 6       | Anders Andersson       | 467   |
| 7       | Paul Van Asbroeck      | 466   |
| 8       | Iason Sappas           | 464   |
| 8       | Casimir Reuterskiöld   | 464   |
| 10      | Joanis Teofilakis      | 462   |
| –       | Gunnar Gabrielsson     | 460   |
| –       | George Fiske           | 458   |
| –       | Raymond Bracken        | 456   |
| –       | Guilherme Paraense     | 456   |
| –       | Sebastião Wolf         | 454   |
| –       | Lars Jørgen Madsen     | 450   |
| –       | Sigvard Hultcrantz     | 450   |
| –       | Anders Johnsson        | 448   |
| –       | Gerard van den Bergh   | 445   |
| –       | Antonius Bouwens       | 444   |
| –       | Klaas Woldendorp       | 443   |
| –       | Einar Liberg           | 442   |
| –       | Dario Barbosa          | 441   |
| –       | James Boa              | 438   |
| –       | Oluf Wesmann-Kjær      | 434   |
| –       | Howard Bayles          | 430   |
| –       | Geoffrey Lehain        | 429   |
| –       | Fernando Soledade      | 424   |
| –       | Otto Plantener         | 419   |
| –       | Carl Pedersen          | 413   |
| –       | Christian Andersen     | 407   |
| –       | Cornelis van Altenburg | 397   |
| –       | Herman Bouwens         | 394   |